# Gaeltacht Cois Fharraige
Gaeltacht Cois Fharraige és una àrea a l'oest de la ciutat de Galway on el gaèlic irlandès és la llengua predominant. S'estén des de Na Forbacha, Bearna i An Spidéal a Indreabhán. La població de la zona és de 6.000-7.000 habitants. L'accent de Cois Fharraige és diferent del de Conamara Theas.
Entre el 40 i el 80% dels residents són parlants diaries d'irlandès. D'aquí n'era originari l'escriptor en irlandès Máirtín Ó Cadhain.
La seu de l'Údarás na Gaeltachta es troba a Na Forbacha.
Bearna havia estat una vila Gaeltacht i actualment és un suburbi de la ciutat de Galway a causa de la seva proximitat, però al seu hinterland encara hi ha alguns parlants d'irlandès. An Spidéal és on es parla més l'irlandès i el major centre turístic de la regió. Vora Indreabhán hi ha Baile na hAbhann, on es troba la seu de l'emissora de televisió en irlandès TG4.